# 1982년 FIFA 월드컵
1982년 FIFA 월드컵(스페인어: Copa Mundial de Fútbol de 1982)은 남자 축구 국가대표팀이 참가하는 4년제 축구 대회인 FIFA 월드컵의 12번째 대회로, 1982년 6월 13일부터 7월 11일까지 스페인에서 열렸다. 이탈리아는 수도 마드리드의 산티아고 베르나베우에서 열린 결승전에서 서독을 3-1로 이기고 우승을 거두었다. 이탈리아는 이 대회 우승으로 통산 3번째 대회 우승이자 1938년 이래 첫 우승을 장식했다. 전 대회 우승국 아르헨티나는 2차 조별 리그에서(3위이자 최하위로) 탈락했다. 알제리, 카메룬, 온두라스, 쿠웨이트, 그리고 뉴질랜드가 이 대회에서 처음으로 본선에 참가했다.
이 대회는 월드컵 역사상 최초의 승부차기가 진행된 경기이기도 했다. 이 대회는 조별 리그가 두 차례로 걸처서 진행된 3번째이자 마지막 대회였다. 또한 이 대회는(1934년과 1966년에 이어) 준결승전 진출국이 모두 유럽 국가인 3번째 대회이기도 했다. 또한 이 대회는 조별 리그에 참가하는 팀수가 16팀에서 24팀으로 증가한 첫 대회로, 24개국 본선 진출 체제는 1994년 FIFA 월드컵까지 4개 대회 동안 유지되었다. 그리고 본선 조별리그가 숫자로 표기된 마지막 대회이기도 하다. 다음 대회인 1986년 FIFA 월드컵부터 A조, B조 식의 알파벳으로 바뀐다.
이 대회 1차 조별 리그 3조의 헝가리는 엘살바도르를 10-1로 이기며 역대 본선 최다 점수차 승리 공동 기록을 세웠다.(이 기록은 헝가리가 1954년에 대한민국에 9-0, 유고슬라비아가 1974년에 자이르에 9-0으로 이긴 기록과 동률이다.)
비록 성공적이며 흥행을 부른 경기들이 많은 대회였지만, 폭력적인 반칙, 판정 시비, 그리고 경기장의 관중 과밀 문제로 얼룩졌다. 특히 서독의 하랄트 슈마허가 세비야에서 열린 준결승전에서 프랑스의 파트리크 바티스통에 범한 반칙과 이탈리아의 클라우디오 젠틸레가 아르헨티나의 디에고 마라도나를 경기 내내 밀착 대인 방어하다 폭력적인 반칙을 범했다. 국제 축구 연맹은 이어지는 멕시코에서 열린 차회 대회에서 이러한 문제의 반복을 막기 위해 규정을 개정했다.

## 개최국 선정
스페인은 1966년 7월 6일에 런던에서 진행된 국제 축구 연맹 회의에서 개최국으로 선정되었다. 같은 날 1974년, 1978년 개최국도 선정되었다. 서독은 스페인의 1974년 대회 유치를 합의하면서, 서독은 스페인이 1982년 대회에 단독 후보가 되어 개최국으로 선정되게 했다.
개최국 선정 당시, 스페인은 프란시스코 프랑코의 치하에 놓여 있었지만, 그의 통치기는 대회가 개막하기 전에 종말을 맞이했고, 대회는 정치적으로 민주화된 이후에 진행되었다.

## 지역 예선
이 대회는 월드컵 본선 진출국이 16개국에서 24개국으로 증가한 첫 대회이다. 이로 인해 아프리카와 아시아에서 더 많은 국가들이 참가할 수 있게 되었다.
이 대회 본선에 참가하지 못한 국가로는 1974년과 1978년 대회 준우승을 거둔 네덜란드(벨기에와 프랑스에 밀려 탈락)를 비롯해 멕시코(온두라스와 엘살바도르에 밀려 탈락), 그리고 1970년대 월드컵에 3번 모두 출전한 스웨덴(스코틀랜드와 북아일랜드에 밀려 탈락)이 있었다. 북아일랜드는 1958년 대회 이래 처음으로 본선에 발을 들였다. 벨기에 체코슬로바키아, 엘살바도르, 잉글랜드, 그리고 소련은 모두 12년 만에 본선 무대에 복귀했다. 잉글랜드가 월드컵 예선전을 자력으로 통과한 것은 20년 만의 일이었는데, 1966년 대회는 개최국 자격으로, 1970년 대회는 월드컵 우승국 자격으로 본선에 자동 진출했고, 이후 1974년과 1978년 대회는 예선에서 탈락해 참가하지 못했다. 유고슬라비아와 칠레도 1978년 대회의 예선에서 패퇴한 뒤 8년 만에 본선에 복귀했다.
알제리, 카메룬, 온두라스, 쿠웨이트, 그리고 뉴질랜드는 모두 월드컵 첫 출전국이었다. 2022년을 기준으로, 이 대회는 엘살바도르와 쿠웨이트가 본선 무대에 참가한 마지막 월드컵이며, 대한민국이 본선에 진출하지 못한 마지막 대회였다. 이 대회는 멕시코가 예선전을 치러 탈락한 마지막 대회이기도 했다.(1990년 월드컵 예선전은 징계로 참가하지 못했다.)
이 대회는 6개 대륙 연맹(AFC, CAF, CONCACAF, CONMEBOL, OFC, 그리고 UEFA)이 모두 최소 1개국 이상 참가한 최초의 대회로, 이후 2006년과 2010년에도 6개 대륙 연맹이 모두 회원국을 1개 이상씩 참가국이 있었고, 2026년을 기점으로 다시 6개 대륙 연맹이 모두 1개국 이상 회원국을 진출시킬 예정이다.(오스트레일리아는 2010년부터 2022년대회까지 모두 아시아 축구 연맹 일원으로 참가했다.)
대회 전, 잉글랜드, 북아일랜드, 그리고 스코틀랜드가 아르헨티나와 영국 간 말비나스-포클랜드 전쟁으로 인한 기권이 검토되었다. 전쟁이 발발한 4월 시점에 영국의 닉 맥팔레인 체육성 장관은 아르헨티나와 영국 구성국 간 맞대결이 발생해서는 안된다고 제안했다. 맥팔레인은 마거릿 대처 영국 총리에게 몇몇 선수들과 심판진은 영국군 사상자 발생과 스페인과 아르헨티나 간 외교 관계로 인해 불안감을 나타냈다. 국제 축구 연맹은 이후 영국 정부에 전 대회 우승국 아르헨티나에 기권을 권할 일이 없다는 공문을 발송했고, 본선 진출국 그 어느 국가도 대회에서 기권할 생각이 없을 것으로 밝혀졌다.
결국 로버트 암스트롱 비서실장은 영국 구성국이 참가해야 아르헨티나가 영국 구성국의 기권을 선전에 악용할 소지할 수 있다고 주장해, 아르헨티나에게 정치적 압력을 행사하기 위한 본래의 검토안을 번복했다.

### 본선 참가국 목록

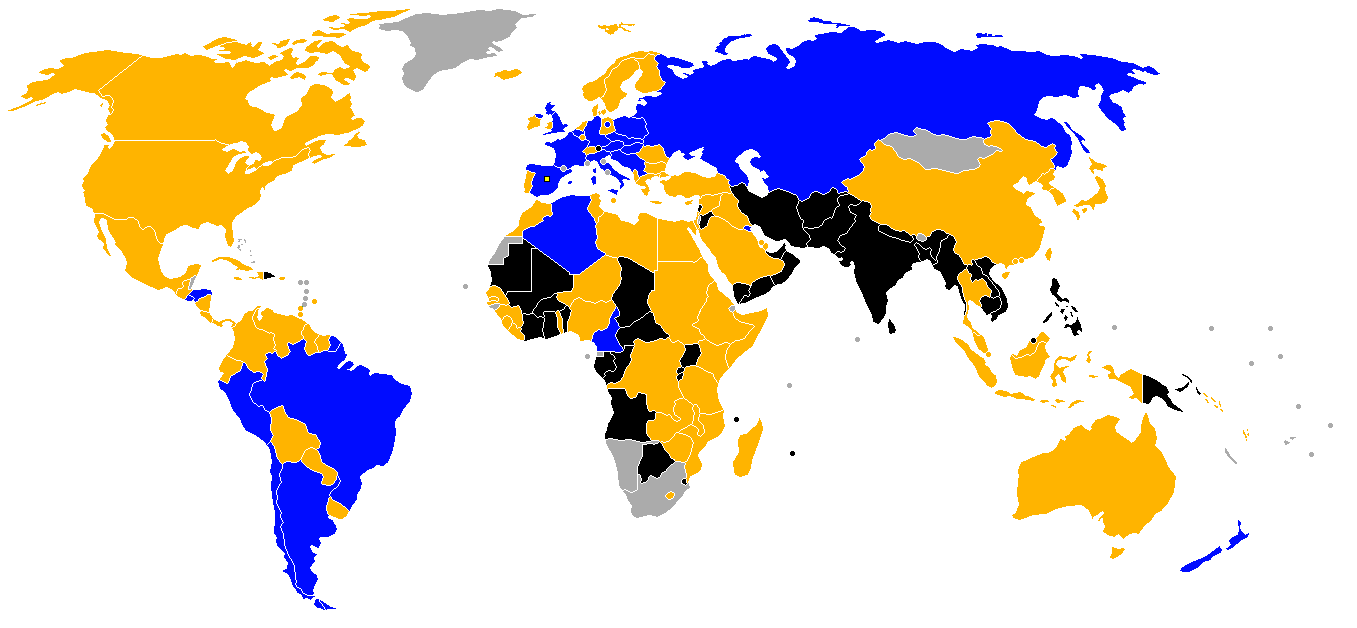
본선 진출국
탈락국
불참국
FIFA 비회원국

다음 24개국이 본선에 참가했다.
| AFC (1) - 쿠웨이트 (첫 출전) CAF (2) - 알제리 (첫 출전) - 카메룬 (첫 출전) OFC (1) - 뉴질랜드 (첫 출전) | CONCACAF (2) - 엘살바도르 - 온두라스 (첫 출전) CONMEBOL (4) - 브라질 - 아르헨티나 (전 대회 우승) - 칠레 - 페루 | UEFA (14) - 벨기에 - 북아일랜드 - 서독 - 소련 - 스코틀랜드 - 스페인 (개최국) - 오스트리아 - 유고슬라비아 - 이탈리아 - 잉글랜드 - 체코슬로바키아 - 폴란드 - 프랑스 - 헝가리 |  |

## 대회 요약

### 대회 형식

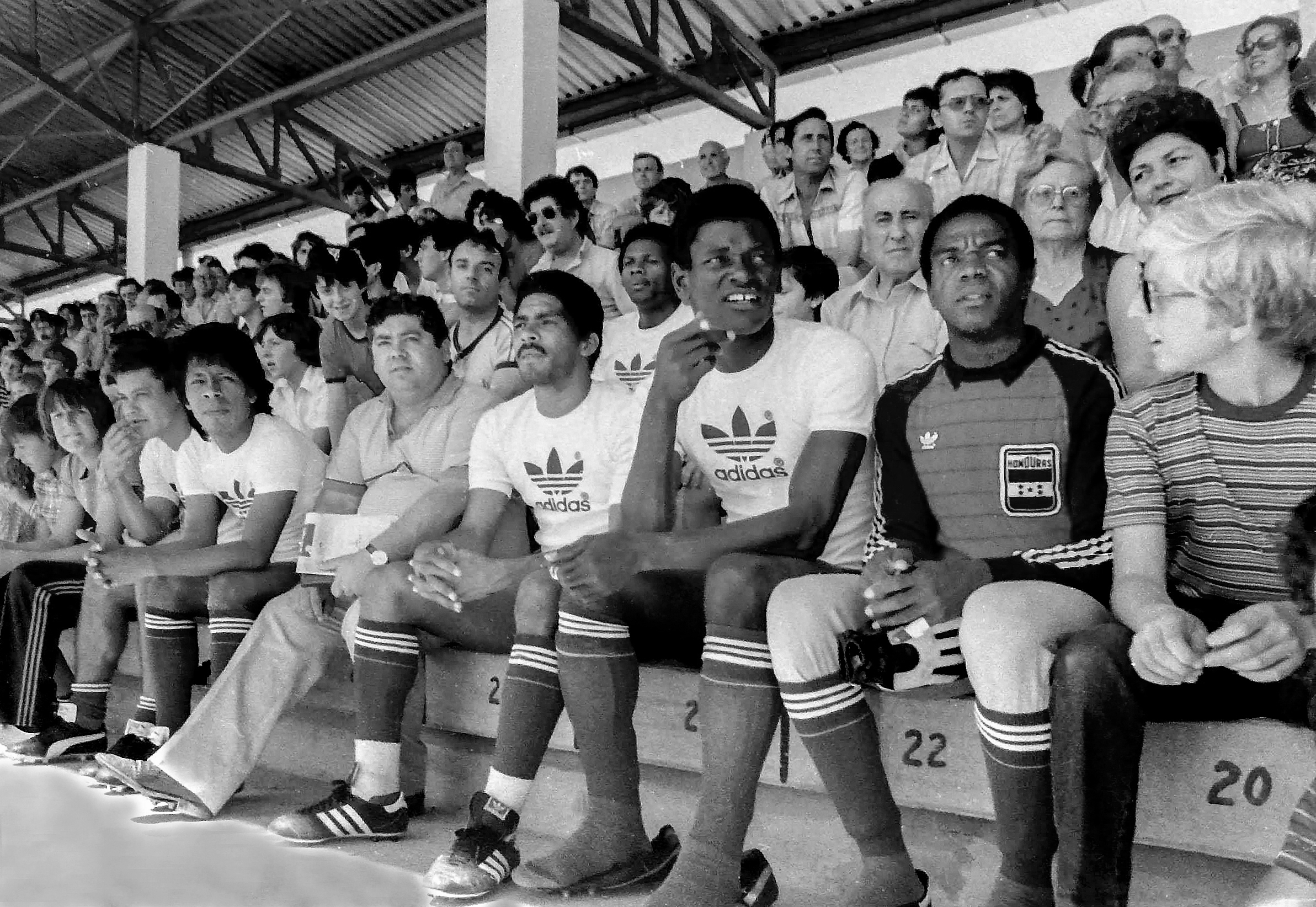
1982년 6월, 알지네트에서 벌어진 연습 경기의 온두라스 국가대표팀.

1회전은 리그전 형식으로 진행된 조별 리그로 4개국씩 6개조로 나뉘었다. 1승당 승점 2점, 1무당 승점 1점씩 획득할 수 있었고, 승점이 동점인 국가들간 순위는 골득실차에 따라 정해졌다. 각 조의 상위 2개국이 2회전에 진출했다. 2회전은 남은 12개국이 3개국씩 4개의 조로 나뉘었고, 각 조의 1위가 준결승 토너먼트전에 진출했다.
2차 조별 리그에 오를 각 조의 국가들은 대회 전에 정해졌다. A조와 B조는 1조에서 6조까지 각각 1개국씩 차지하고, C조와 D조는 A조와 B조에 속하지 않은 나머지 6개국이 편성되었다. 1조와 3조에서 1위를 차지한 국가는 A조에 편성되었고, 2위를 차지한 국가들은 C조에 들어갔다. 2조와 4조에서 1위를 차지한 국가들은 B조에 들어갔고, 2위로 마친 국가들은 D조에 편성되었다. 6조는 1위가 C조에, 2위는 D조에 들어갔다. 5조의 1위도 D조에 2위는 B조에 편성되었다. 6조 1위를 차지한 국가는 C조에 들어가 나머지 1조와 3조의 2위 국가들과 맞붙었다. 따라서 A조와 C조, B조와 D조가 짝을 이루어 같은 조의 다른 순위를 거둔 국가들과 편성되었고, 2회전에서 1위를 차지한 4개 국가는 A조와 C조 1위, B조와 D조 1위가 준결승에서 맞붙는 구조가 되었다.
| A조     | B조     | C조     | D조     |
| ------- | ------- | ------- | ------- |
| 1조 1위 | 2조 1위 | 6조 1위 | 5조 1위 |
| 3조 1위 | 4조 1위 | 1조 2위 | 2조 2위 |
| 6조 2위 | 5조 2위 | 3조 2위 | 4조 2위 |

2회전 조에서 같은 1회전 조의 상반된 순위의 국가들을 맞붙어 생존한 국가들끼리 준결승전에서 재회했다. 따라서 A조 1위는 C조 1위를 상대했고, B조 1위는 D조 1위와 승부를 벌였다. 따라서, 1차 조별 리그에서 같은 조에 속한 국가들이 2차 조별 리그에서 생존한다면 준결승전에서 재회하는 구조였단 뜻이다. 따라서, 결승전에서는 앞서 조별 리그부터 준결승전까지 한 번도 맞붙이 않은 상대들끼리 대결하게 된다는 뜻도 된다. 결과적으로 1차 조별 리그의 1조를 통과한 폴란드와 이탈리아가 2차 조별 리그에서 각각 A조와 C조에서 1위를 차지하며 준결승전에서 재대결을 펼쳤다.

### 1차 조별 리그전
1조에서 새내기 카메룬은 폴란드와 이탈리아와 모두 비겼지만, 이탈리아와 승점과 골득실차가 같지만, 다득점에서 밀려 2차 조별 리그에 오르지 못했다. 폴란드와 이탈리아는 카메룬과 페루를 제치고 2차 조별 리그로 진출했다. 이탈리아의 언론과 지지단은 형편 없는 활약으로 1차 조별 리그 3경기를 모두 비긴 대표팀을 질타했다. 이탈리아 대표팀은 1980년 토토네로 스캔들의 여파로 부진에 허덕였는데, 일부 국가대표 선수들이 승부 조작과 불법 도박으로 출전 정지 징계를 받았었다.
2조에서는 1차전에 역사적인 이변이 일어났는데, 알제리는 유로 1980 정상에 올랐던 서독을 2-1로 이겼다. 조별 리그 최종전에서 서독과 오스트리아는 훗날 "히혼의 수치"(Desgracia de Gijón)로 회자되는 경기를 펼쳤다. 알제리가 하루 전 최종전을 치르고, 서독과 오스트리아는 서로 서독이 2골 이하의 승리를 거둘 경우 모두 2차 조별 리그에 진출할 수 있음을 파악한 상태였고, 서독이 보다 더 큰 점수차로 이길 경우 알제리가 오스트리아를 제치고 올라가고, 무승부나 오스트리아가 승리할 경우 서독이 탈락하는 상황이었다. 서독은 10분 동안 전방위적 공격으로 호르스트 흐루베슈가 선제골을 넣어 앞서나갔다. 선제골이 터진 후, 양국 선수들은 경기가 끝날 때까지 공을 돌리기만 했다. 스페인의 관중들은 "나가라, 나가라"(Fuera, fuera)라고 외쳤고, 알제리의 분노한 지지자들은 선수들 앞에서 지폐를 흔들었다. 경기 당사국이었던 서독과 오스트리아 지지자들도 이 경기를 질타했다. 한 서독 지지자는 자국 선수단의 활약상에 실망하여 항의의 표시로 자신이 들고 있던 연방기를 불태웠다. 알제리는 결과에 대해 국제 축구 연맹에 항소했지만, 기각되었다. 국제 축구 연맹은 이후 조별 리그 체계를 개정하게 되었고, 차회 월드컵부터는 조별 리그의 최종전 두 경기는 항상 동시간에 열리도록 규정이 되었다.
3조에서는 개막식 직후에 진행된 개막전에서 벨기에가 전 대회 우승국 아르헨티나를 1-0으로 꺾었다. 바르셀로나의 안방인 캄 노우 경기장에 바르셀로나로 입단한 아르헨티나의 거성 디에고 마라도나를 보러 나왔지만, 기대 이하의 활약을 펼쳤다. 벨기에와 아르헨티나는 결국 헝가리와 엘살바도르를 넘고 2차 조별 리그에 올랐다. 헝가리는 중미 국가를 상대로 10-1로 이겨 경기에서 역대 최다 득점 공동 2위(11골로 1938년 대회에서 브라질이 폴란드를 6-5로 이긴 경기와 1954년 대회에서 헝가리가 서독을 8-3으로 이긴 경기와 동률)이자 역대 최다 점수차 경기를 치르고도 1차 조별 리그에서 탈락했다.
4조의 잉글랜드는 프랑스전에서 미드필더 브라이언 롭슨의 27초 선제골로 앞서나갔다. 잉글랜드는 이 경기를 3-1로 이기고 프랑스와 함께 체코슬로바키아와 쿠웨이트를 제치고 2차 조별 리그에 올랐다. 걸프의 소국은 체코슬로바키아와 1-1로 비긴 것이 유일한 성과였다. 쿠웨이트와 프랑스 간 경기에서 프랑스가 3-1로 앞서나가는 와중에 알랭 지레스가 득점했을때 쿠웨이트 측이 관중석에서 큰 호각소리를 들어 멈췄다고 격렬히 항의했는데, 이를 소련인 주심 미로슬라프 스투파르 주심이 들었다. 경기는 셰이크 파헤드 알-아흐메드 알-자베르 알-사바흐와 당시 쿠웨이트 축구 협회장이자 에미르였던 자베르 알-아흐마드 알-사바흐가 경기장에 난입해 주심에게 항의했다. 스투파르 주심은 본래 결정을 번복하고 프랑스의 격노에도 골을 취소했다. 결국 막심 보시가 몇 분 뒤 또다시 득점에 성공해 프랑스가 4-1로 이겼다.
5조에서는 온두라스가 스페인과 1-1로 비기며 발목을 잡았다. 북아일랜드는 예상을 뒤집고 조 1위를 차지했는데 스페인을 1-0으로 이기며 유고슬라비아를 탈락시켰다. 북아일랜드는 스페인과의 최종전에서 맬 도너기가 60분에 퇴장당하며 남은 30분을 10명으로 치렀다. 스페인은 주심의 치명적인 오심 덕에 1차 조별 리그 탈락을 면할 수 있었는데, 유고슬라비아와의 2차전에서 2-1로 이겼는데, 이 경기에서 논란의 페널티킥 판정 시비로 1승을 챙겼다. 스페인과 북아일랜드 간 최종전 당시 17세 41일이었던 북아일랜드 공격수 노먼 화이트사이드는 월드컵 역사상 최연소 출전 선수로 이름을 올렸다.
브라질은 마지막 6조에 편성되었다. 지쿠, 소크라치스, 파우캉, 에데르 등의 선수들이 포진한 선수단은 가공할 만한 화력을 과시하며 1970년 이래 다시 전성기를 회복할 기대를 받았다. 브라질은 소련과의 1차전에서 에데르가 경기 시작 2분 만에 20미터에서 득점을 올려 2-1 신승을 거두었고, 이후 스코틀랜드와 뉴질랜드의 골망을 4번씩 흔들었다. 소련은 스코틀랜드에 골득실차로 앞서며 남은 2차 조별 리그 진출권 한장을 챙겼다.

### 2차 조별 리그전

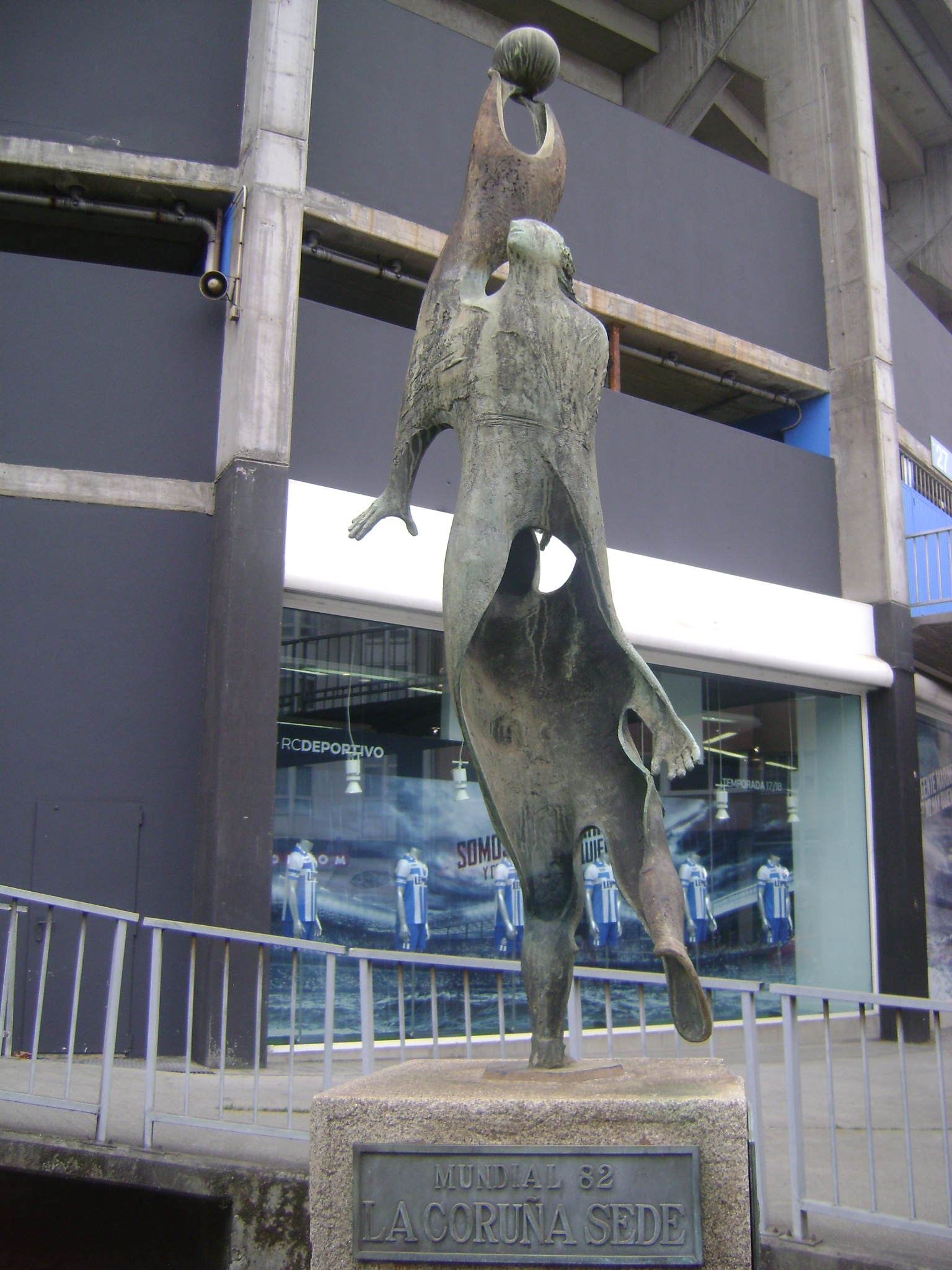
라 코루냐의 리아소르에 설치된 1982년 월드컵 조형물.

폴란드는 벨기에와의 1차전에서 즈비그니에프 보니에크의 해트트릭에 힘입어 3-0 대승을 거두었다. 소련도 벨기에와의 그 다음 경기에서 1-0으로 이겼다. 폴란드는 몇 달 전 당시의 공산당이 내부 불화 문제로 계엄령을 선포하여 정치적으로 긴장감이 고조된 상황에 소련과 최종전에서 0-0으로 비기며 골득실차로 앞서서 준결승전에 진출했다.
B조에서는 잉글랜드와 서독이 득점 없이 비겼다. 이후 서독이 그 다음 경기에서 스페인을 2-1로 격파해 잉글랜드를 앞지르며 고지를 선점했다. 개최국 스페인은 잉글랜드와 0-0으로 비기며 발목을 잡았고, 론 그린우드가 이끄는 잉글랜드도 카메룬과 마찬가지로 이 대회를 무패로 탈락했다.
브라질, 아르헨티나, 그리고 이탈리아로 구성된 C조의 첫 경기에서는 이탈리아가 디에고 마라도나와 마리오 켐페스를 보유한 아르헨티나를 2-1로 이겼는데, 이 경기에서 가에타노 시레아와 클라우디오 젠틸레가 아르헨티나의 공격을 효율적으로 봉쇄했다. 브라질전 승리가 절실했던 아르헨티나는 그 다음 경기에서 1-3으로 패했는데, 막판에 기록한 득점으로 영패를 면했다. 마라도나는 브라질의 주앙 바치스타의 사타구니를 걷어차 85분에 퇴장당했다. 이탈리아 대 브라질 경기에서 이탈리아의 수비진은 브라질의 화력을 버텨냈는데, 경기 대부분이 이탈리아 진영에서 진행되었고, 이탈리아의 중원과 수비진은 브라질의 지쿠, 소크라치스, 그리고 파우캉이 가하는 포격을 연속으로 막아냈다. 이탈리아의 중앙 수비수 젠틸레는 브라질 공격의 핵 지쿠를 견제할 특명을 받았고 경고를 받으면서 준결승전에 결장하게 되었다. 파올로 로시는 안토니오 카브리니가 5분에 배급한 공을 접수해 선제골을 기록했다. 소크라치스가 그로부터 7분 뒤 동점골을 기록했다. 로시는 25분에 주니오르를 제쳐 문전 앞에서 세레주가 넘긴 공을 가로채 브라질의 골문을 열었고, 공은 그대로 골망으로 빨려들어갔다. 브라질은 다시 동점골을 넣기 위해 총 공격을 감행했고, 이탈리아는 집중력을 잃지 않고 막아냈다. 68분에 파우캉이 주니오르가 넘긴 공을 잡아 세레주가 헛발질로 수비수 3명을 무력화시키고 18미터 거리에서 공을 골망으로 집어넣었다. 앞서 로시의 2골로 두 차례 앞서나간 이탈리아는 브라질의 반격으로 2차례 추격을 허용했다. 2-2로 맞서는 가운데, 브라질이 골득실차에서 우위를 점했지만, 74분에 이탈리아가 찬 공을 브라질 수비가 걷어내지 못하면서 5.5미터 거리에서 기다리던 로시와 프란체스코 그라치아니에게 공이 굴러갔다. 둘은 모두 골문을 노렸지만, 로시가 공을 접수해 해트트릭을 완성해 또다시 이탈리아가 앞서나갔다. 잔카를로 안토뇨니는 86분에 이탈리아의 4번째 골을 넣은 것으로 보였지만, 오프사이드 오심으로 취소되었다. 디노 초프 골키퍼는 막판에 오스카르가 찬 공을 신기에 가까운 선방으로 막아내어 이탈리아에게 준결승 진출권을 선사했다.
마지막 D조에서 프랑스는 오스트리아전을 베르나르 장기니의 1-0 프리킥 결승골로 이겼고, 북아일랜드를 4-1로 격파해 1958년 이래 첫 준결승전에 진출했다.

### 준결승전, 3위 결정전, 그리고 결승전

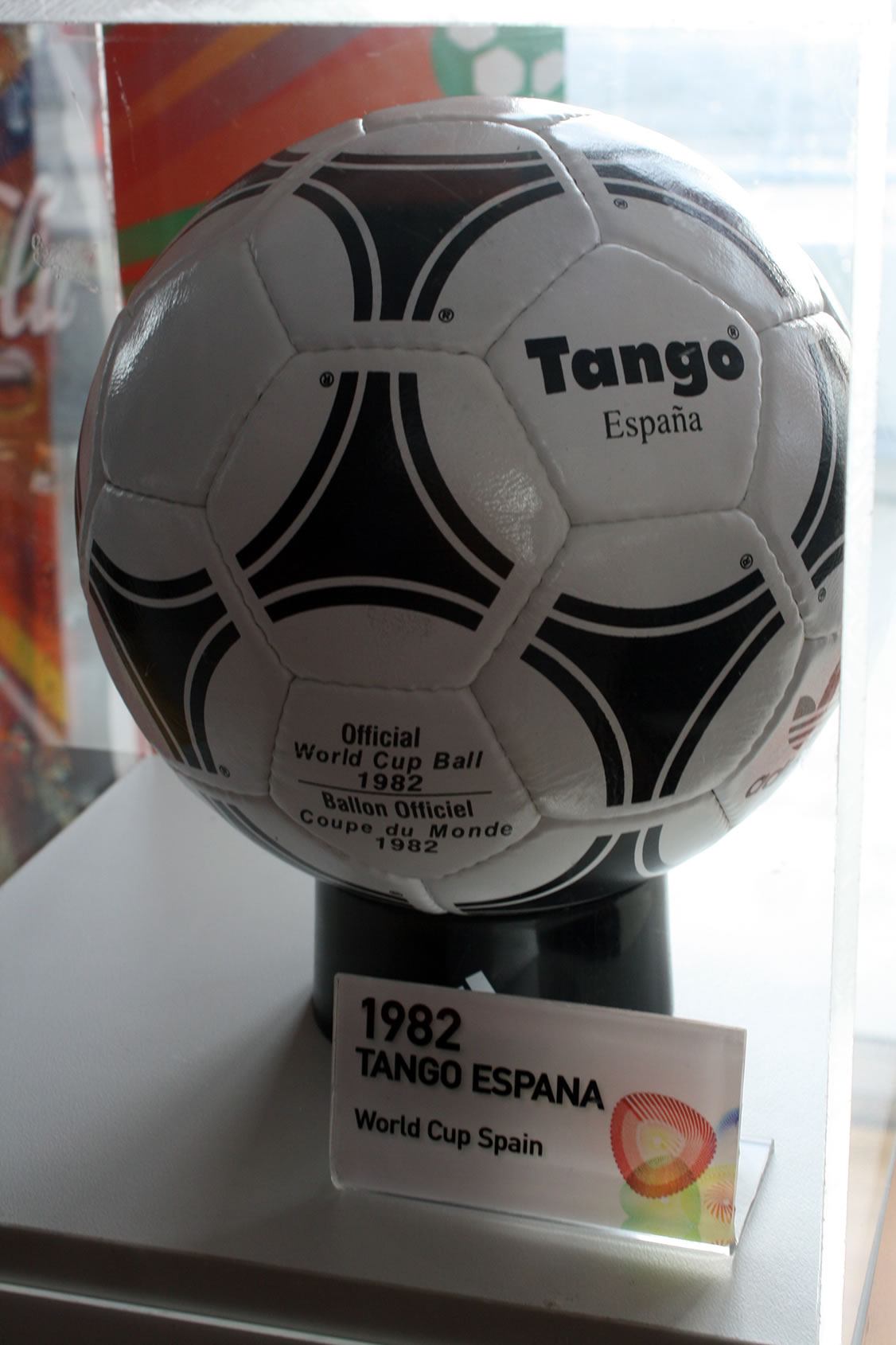
1982년 스페인 월드컵의 공인구 아디다스 탱고 에스파냐

앞서 1차전에서 맞대결을 펼쳤던 이탈리아와 폴란드가 준결승 첫 경기에서 재회했고, 이탈리아가 파올로 로시의 2골을 앞세워 이겼다. 프랑스와 서독 간의 경기에서 서독이 피에르 리트바르스키의 17분 선제골로 앞서나갔고, 9분 뒤 프랑스가 미셸 플라티니의 페널티킥으로 승부를 원점으로 돌렸다. 후반전에는 프랑스 수비수 파트리크 바티스통이 공을 따라 서독 진영으로 쇄도했다. 바티스통과 혼자 남은 서독 수비수가 공을 잡으려 동시에 쇄도했는데, 바티스통이 서독 진영 귀퉁이에서 수문장 하랄트 슈마허의 키를 넘겨 골문을 노렸지만, 이때 슈마허가 도약하여 공을 막으려 시도했다. 슈마허는 공이 아니라 다가오는 바티스통에 그대로 충돌했고, 프랑스 선수는 이 2개가 빠진 채 의식을 잃고 쓰러졌다. 슈마허의 이 반칙은 "역사상 가장 충격적인 반칙"으로 회자되었다. 공은 골대를 크게 벗어났고, 하를러스 코르버르는 슈마허의 바티스통에 가한 반칙을 무시하고 골킥으로 판정했다. 경기는 몇 분 동안 바티스통이 의식이 없이 턱이 부러져 들것에 실려 나가면서 중단되었다.
프랑스 수비수 마뉘엘 아모로스가 막판에 25미터 거리에서 서독 골대를 강타하면서, 경기는 연장전에 돌입했다. 92분에 프랑스의 최후방 수비수 마리위스 트레소르가 공중에 뜬 공을 날려 차 슈마허와 위쪽 골대 사이를 10미터 앞에서 겨냥해 2-1로 앞서나갔다. 그로부터 6분 후, 견제받지 않은 알랭 지레스가 우측 18미터 거리에서 골망을 흔들어 역습을 마무리해 프랑스가 3-1로 앞서나갔다. 하지만 서독도 반격했다. 102분에 막 교체로 들어간 카를-하인츠 루메니게가 배급하는 공을 가로채 역습을 전개했고, 사각지대를 향해 발로 마무리하며 2-3으로 프랑스를 1골차로 따라붙었다. 이후 108분에는 서독이 짧게 귀퉁이에서 찬 공을 프랑스가 걷어내지 못하자 리트바르스키가 공을 접수해 호르스트 흐루베슈에게 연결했고, 흐루베슈가 머리로 떨군 공을 아무런 견제를 받지 않던 클라우스 피셔가 마무리했다. 피셔는 공중에 뜬 공을 프랑스의 장-뤼크 에토리 골키퍼를 넘겨 가위차기로 넣었고, 다시 승부는 3-3 원점으로 돌아왔다.
이어지는 승부차기는 월드컵 역사상 최초의 승부차기였는데, 지레스 만프레트 칼츠, 마뉘엘 아모로스, 파울 브라이트너, 도미니크 로슈토 모두 주자로 나서서 골망을 흔들었지만, 울리 슈틸리케가 에토리에게 막히면서 프랑스가 앞서나갔다. 그러나, 이때 슈마허가 나서서 울적한 슈틸리케를 일으켜 세우고, 디디에 시스가 찬 공을 막아냈다. 서독은 리트바르스키가 주자로 나서서 성공하면서 한숨 돌릴 수 있었고, 이후 프랑스의 플라티니가 집어넣고, 서독의 루메니게까지 골망을 흔들며 긴장이 고조되었다. 프랑스의 수비수 막심 보시스의 공을 예측하던 슈마허가 막아냈고, 흐루베슈가 나서서 골망을 흔들어 서독이 승부차기에서 5-4로 이기며 또다시 월드컵 결승전을 밟게 되었다.
"제가 골을 넣고, 주마등이 스쳤습니다 - 마치 임종을 앞둔 사람과 같이요, 유년 시절에 꿈꿔왔던, 월드컵 결승전에서 득점한 순간의 환희는 굉장했었고, 제 기쁨짓은 꿈을 실현하고서의 감정을 표출한 것이었습니다. 저는 마음 속 포효에서 났는데, 딱 그 순간이었습니다."
3위 결정전에서, 폴란드는 프랑스를 3-2로 이기며 1974년에 기록한 역대 최고 성적과 어깨를 나란히 했다. 2년 후, 프랑스는 유럽 선수권 대회를 우승했다.
결승전에서, 안토니오 카브리니는 전반전에 페널티킥을 찼지만 골대를 크게 벗어났다. 후반전에 들어 파올로 로시가 3경기 연속 골에 성공했는데, 젠틸레가 지면에 튀어 배급한 공을 머리로 근거리에서 집어넣었다. 선제골에 힘입어 이탈리아는 역습으로 2골 더 기록했는데, 모두 서독의 공격을 막아낸 것이 득점의 시발점이 되었다. 젠틸레와 가에타노 시레아가 중앙을 막았고, 이탈리아 공격진이 텅 빈 서독 수비진을 역습으로 무너뜨렸다. 마르코 타르델리는 문전 외곽에서 슈마허를 넘겼고, 알레산드로 알토벨리는 부상당한 프란체스코 그라치아니와 교체되어 들어가 측면 미드필더 브루노 콘티가 우측을 타고 쇄도해 올라가 배급한 공을 받아 3-0으로 앞서나가는 쐐기골을 넣었다. 이탈리아는 확고히 앞서나갔고, 이탈리아의 산드로 페르티니 대통령은 손가락을 흔들며 "우릴 못 따라잡을 걸"이라는 장난기 있는 손동작을 했다. 83분, 파울 브라이트너가 서독의 만회골을 기록했지만, 이탈리아를 뒤따라가기에는 역부족이었고, 이탈리아는 이 경기를 3-1로 이겨 44년 만의 첫 월드컵이자 통산 3번째 대회 우승을 이룩했다.

## 기록
이탈리아는 (1차) 조별 리그를 무승으로 통과해 우승을 거둔 첫 국가로 기록되었는데, 3무를 거두었고,(카메룬도 똑같이 3무였지만, 1골밖에 넣지 못해, 2골을 넣은 이탈리아에 다득점으로 밀려 탈락했다) 본선에서 3경기를 비기거나 패한 유일한 월드컵 우승국이 되었다. 이 대회를 우승한 이탈리아는 브라질과 함께 3회 우승으로 역대 최다 우승 횟수에서 어깨를 나란히 했다. 이탈리아는 7번의 경기에서 12골을 기록해 월드컵 역사상 최저 득점율을 기록했고,(이후 2010년에 스페인이 경신했다) 이탈리아의 골득실차는 +6으로 역대 최저이며, 이 기록은 2010년 스페인과 동률이다.
이탈리아의 40세 골키퍼 디노 초프는 월드컵을 우승한 역대 최고령 선수로 기록되었다. 이 대회는 6개 대륙 연맹에서 모두 최소 1개 이상의 회원국을 본선에 올린 최초의 대회로, 2006년 대회 전까지 6개 대륙에서 모두 1개 이상의 참가국이 나오지 않았다.

## 개최 도시 및 경기장
이 대회는 14개 도시의 17개 구장에서 진행되었는데, 2002년 대회에서 20개 도시의 20개 구장에서 치르기 전까지 가장 많은 개최 도시의 가장 많은 경기장에서 대회가 진행되었다. 가장 많은 경기가 진행된 경기장은 바르셀로나의 안방인 캄 노우로, 준결승전을 포함해 5경기를 진행한 가장 수용 인원이 많은 구장이었다. 사리아에서도 3경기가 열렸기 때문에 바르셀로나는 1982년 스페인 월드컵에서 가장 많은 경기를 주최한 도시였다. 스페인의 수도인 마드리드에서 그 다음으로 많은 7경기가 진행되었다.
이 월드컵에서 많은 구장에서 경기가 진행된 것은 6개조에 편성된 국가들이 이동 거리가 적은 두 구장을 돌며 경기를 진행해 선수단과 지지자들의 부담을 줄이기 위한 조치였다. 예를 들어 1조의 경기는 모두 비고와 라 코루냐에서, 2조는 히혼과 오비에도에서, 3조는 엘체와 알리칸테에서(첫 경기는 개막전이었기 때문에 캄 노우에서 진행되어 제외), 4조는 빌바오와 바야돌리드에서, 5조(개최국 스페인이 포함된 조)는 발렌시아와 사라고사에서, 6조는 세비야(3번의 1차 조별 리그 경기들 중 브라질과 소련 간 경기는 산체스 피스후안에서, 나머지 두 경기는 베니토 비야마린에서 진행)와 말라가에서 진행되었다. 조직위원회는 또한 비교적 기후가 온화한 빌바오와 히혼 같은 도시에서 진행되는 경기는 17:00에 시작되었고, 세비야와 발렌시아 같은 남부 도시들에서 진행되는 경기들은 21:00에 시작해 스페인의 혹서기로 인한 문제를 최소화를 위해 노력했다.
2차 조별 리그전부터는 앞서 1차 조별 리그 개최 도시로 언급된 도시들 중 바르셀로나, 알리칸테, 세비야를 제외한 도시에서 더 이상 1982년 스페인 월드컵 경기가 진행되지 않았다. 마드리드의 산티아고 베르나베우와 비센테 칼데론과 바르셀로나의 사리아가 2차 조별 리그에서 캄 노우와 함께 사용되었다. 마드리드와 바르셀로나는 2차 조별 리그의 4개 조 경기를 개최했다. 바르셀로나는 A조와 C조(캄 노우는 A조 3경기를 나머지 C조 3경기는 사리아에서 진행)는 바르셀로나에서, B조와 D조(레알 마드리드의 안방인 산티아고 베르나베우는 B조 3경기를, 아틀레티코 마드리드의 안방인 비센테 칼데론은 나머지 D조 3경기를 진행)는 마드리드에서 진행되었다.
두 준결승전 경기는 바르셀로나의 캄 노우와 대회를 진행한 3번째로 큰 구장인 세비야의 산체스 피스후안(이 대회 준결승전은 브라질-소련 1차 조별 리그전과 함께 산체스 피스후안에서 유이하게 진행한 경기였다)에서 진행되었고, 3위 결정전은 알리칸테에서, 그리고 결승전은 대회를 진행한 2번째로 큰 구장인 산티아고 베르나베우에서 진행되었다.
| 마드리드            | 마드리드 | 바르셀로나 | 바르셀로나 |
| ------------------- | --- | --- | --- |
| 산티아고 베르나베우 | 비센테 칼데론 | 캄 노우 | 사리아 |
| 수용인원: 90,089명  | 수용인원: 65,695명 | 수용인원: 97,679명 | 수용인원: 40,400명 |
|                     | | | |
| 세비야              | 세비야 | 비고 | 엘체 |
| 산체스 피스후안     | 베니토 비야마린 | 발라이도스 | 엘체 신구장 |
| 수용인원: 68,110명  | 수용인원: 50,235명 | 수용인원: 33,000명 | 수용인원: 53,290명 |
|                     | | | |
| 라 코루냐           | 라코루냐알리칸테바르셀로나빌바오엘체히혼마드리드말라가오비에도세비야발렌시아바야돌리드비고사라고사1982년 FIFA 월드컵(스페인) | 라코루냐알리칸테바르셀로나빌바오엘체히혼마드리드말라가오비에도세비야발렌시아바야돌리드비고사라고사1982년 FIFA 월드컵(스페인) | 라코루냐알리칸테바르셀로나빌바오엘체히혼마드리드말라가오비에도세비야발렌시아바야돌리드비고사라고사1982년 FIFA 월드컵(스페인) |
| 리아소르            | 라코루냐알리칸테바르셀로나빌바오엘체히혼마드리드말라가오비에도세비야발렌시아바야돌리드비고사라고사1982년 FIFA 월드컵(스페인) | 라코루냐알리칸테바르셀로나빌바오엘체히혼마드리드말라가오비에도세비야발렌시아바야돌리드비고사라고사1982년 FIFA 월드컵(스페인) | 라코루냐알리칸테바르셀로나빌바오엘체히혼마드리드말라가오비에도세비야발렌시아바야돌리드비고사라고사1982년 FIFA 월드컵(스페인) |
| 수용인원: 34,617명  | 라코루냐알리칸테바르셀로나빌바오엘체히혼마드리드말라가오비에도세비야발렌시아바야돌리드비고사라고사1982년 FIFA 월드컵(스페인) | 라코루냐알리칸테바르셀로나빌바오엘체히혼마드리드말라가오비에도세비야발렌시아바야돌리드비고사라고사1982년 FIFA 월드컵(스페인) | 라코루냐알리칸테바르셀로나빌바오엘체히혼마드리드말라가오비에도세비야발렌시아바야돌리드비고사라고사1982년 FIFA 월드컵(스페인) |
|                     | 라코루냐알리칸테바르셀로나빌바오엘체히혼마드리드말라가오비에도세비야발렌시아바야돌리드비고사라고사1982년 FIFA 월드컵(스페인) | 라코루냐알리칸테바르셀로나빌바오엘체히혼마드리드말라가오비에도세비야발렌시아바야돌리드비고사라고사1982년 FIFA 월드컵(스페인) | 라코루냐알리칸테바르셀로나빌바오엘체히혼마드리드말라가오비에도세비야발렌시아바야돌리드비고사라고사1982년 FIFA 월드컵(스페인) |
| 히혼                | 오비에도 | 알리칸테 | 빌바오 |
| 엘 몰리논           | 카를로스 타르티에레 | 호세 리코 페레스 | 산 마메스 |
| 수용인원: 45,153명  | 수용인원: 23,500명 | 수용인원: 32,500명 | 수용인원: 46,223명 |
|                     | | | |
| 바야돌리드          | 발렌시아 | 사라고사 | 말라가 |
| 호세 소리야         | 루이스 카사노바 | 라 로마레다 | 라 로살레다 |
| 수용인원: 30,043명  | 수용인원: 49,562명 | 수용인원: 41,806명 | 수용인원: 45,000명 |
|                     | | | |

## 주심
| AFC - 이브라힘 유세프 알-도이 (바레인) - 아브라함 클레인 (이스라엘) - 톰슨 챈 (홍콩) CAF - 벤저민 드워모 (가나) - 유세프 엘-구울 (리비아) - 벨라이드 라카른 (알제리) CONCACAF - 로물로 멘데스 (과테말라) - 마리오 루비오 바스케스 (멕시코) - 데이비드 소차 (미국) - 루이스 파울리노 실레스 (코스타리카) | CONMEBOL - 루이스 바랑코스 (볼리비아) - 아르나우두 세자르 코엘류 (브라질) - 아르투로 이투랄데 (아르헨티나) - 후안 다니엘 카르데이노 (우루과이) - 가스톤 카스트로 (칠레) - 힐베르토 아리스티사발 (콜롬비아) - 엑토르 오르티스 (파라과이) - 엔리케 라보 레보레도 (페루) | UEFA - 하를러스 코르버르 (네덜란드) - 헤닝 룬-쇠렌센 (덴마크) - 아돌프 프로코프 (동독) - 니콜라에 라이네아 (루마니아) - 알렉시 포네 (벨기에) - 맬컴 모팻 (북아일랜드) - 보그단 도체프 (불가리아) - 발터 에슈바일러 (서독) - 미로슬라프 스투파르 (소련) - 밥 밸런타인 (스코틀랜드) - 에리크 프레드리크손 (스웨덴) - 브루노 갈러 (스위스) | UEFA(계속) - 아우구스토 라모 카스티요 (스페인) - 프란츠 뵈러 (오스트리아) - 다미르 마토비노비치 (유고슬라비아) - 파올로 카사린 (이탈리아) - 클라이브 화이트 (잉글랜드) - 보이테흐 흐리스토프 (체코슬로바키아) - 안토니우 가히두 (포르투갈) - 알로이지 야르구즈 (폴란드) - 미셸 보트로 (프랑스) - 펄로터이 카로이 (헝가리) OFC - 토니 보스코비치 (오스트레일리아) |

## 조 편성

### 시드 배정
본선에 진출한 24개국은 4묶음으로 분류되어 조별 리그에 추첨되었다. 국제 축구 연맹은 조 추첨일에 시드 배정을 받을 6개국을 발표해 6개 조로 가장 먼저 배정되었다. 이 대회도 오늘날과 마찬가지로 개최국과 전 대회 우승국은 시드 배정을 받았다. 시드 배정국은 조별 리그 3경기를 모두 같은 경기장에서 치렀다.(단 전 대회를 우승한 아르헨티나는 이 대회를 진행할 최대의 경기장인 캄 노우에서 개막전을 치렀다.) 나머지 18개국은 국제 축구 연맹의 전력 및 지리적 조건을 감안하여 3묶음으로 나누었다. 시드 배정과 각 조가 치를 경기장은 1981년 12월 비공식 회의를 통해서 결정되었지만, 조 추첨일까지 공식적으로 공개되지 않았다. 국제 축구 연맹 행정위 헤르만 노이베르거는 언론을 통해 잉글랜드의 시드 배정에 타국의 이의가 빈발했지만, "스페인이 보안 문제로 잉글랜드를 빌바오에서 경기하기를 원했다"는 사유로 시드 배정을 받았다고 밝혔다. 경기장 보안 문제 외에도 잉글랜드는 1966년 대회를 우승하고 1970년 대회에는 8강에 진출했으며, 1974년 서독 월드컵 성적도 고려 대상이 되어 1980년 유럽 선수권 대회를 우승하고 1974년 월드컵을 우승한 서독도 시드 배정 대상으로 고려되었다고 덧붙였다.(네덜란드는 본선행이 좌절되어 논외 대상이 되었다) 그러나, 잉글랜드의 보안 문제를 막론하고, 네덜란드도 본선에 진출했다면, 서독은 1978년 2차 조별 리그에서 탈락해 같은 대회를 준우승한 네덜란드에 밀려 시드 배정을 받지 못했을 것으로 보였다.
| 시드 배정국 | A포트                                                                 | B포트                                                     | C포트                                                           |
| --- | --------------------------------------------------------------------- | --------------------------------------------------------- | --------------------------------------------------------------- |
| - 스페인 (개최국) - 아르헨티나 (1978년 대회 우승국) - 브라질 (1978년 대회 3위) - 이탈리아 (1978년 대회 4위) - 서독 - 잉글랜드 | - 소련 - 오스트리아 - 유고슬라비아 - 체코슬로바키아 - 폴란드 - 헝가리 | - 벨기에 - 북아일랜드 - 스코틀랜드 - 칠레 - 페루 - 프랑스 | - 뉴질랜드 - 알제리 - 엘살바도르 - 온두라스 - 카메룬 - 쿠웨이트 |

참고
1. ↑  브라질은 1970년 월드컵을 우승했다.
2. ↑  이탈리아는 1970년 월드컵을 준우승했다.
3. ↑  서독은 유로 1980과 1974년 월드컵을 우승했다.
4. ↑  잉글랜드는 보안 사유로 시드 배정을 받았고, 1966년 월드컵를 우승하고, 전 대회 우승국 자격으로 출전한 1970년 월드컵 8강에 진출했다.

### 조추첨
조 추첨식은 1982년 1월 16일, 마드리드의 회의궁에서 진행되었는데, 3개 포트의 국가들이 사전에 정해진 시드 배정국이 있는 조로 편성되었다. 우선 추첨식에 앞서 A포트, B포트, 그리고 C포트 중 먼저 비울 포트의 순서를 정했다. 결국 순서는 B포트를 먼저 비우고, C포트를 그 다음에, 마지막으로 A포트를 비우는 것으로 결정되었다. 이후, 각 국가는 하나씩 포트에서 꺼내 조 번호 순서대로 편성되었다. 이후 숫자를 뽑아 추첨된 국가의 "대결 순서"를 정했고, 그에 따라 조별 리그 일정이 확정되었다.
조 추첨에서 유일한 배제 대상은 두 남아메리카 국가가 같은 조에 편성되는 것이었다. 그 결과 B포트에서 남아메리카 2개국이 먼저 뽑히면 유럽 국가가 시드 배정을 받은 4개 조에 먼저 편성되었고, 나머지 유럽 4개국이 나중에 추첨되었다. B포트에서 나온 1번째, 2번째 유럽 국가는 각각 남아메리카의 아르헨티나와 브라질이 시드 배정을 받은 3조와 6조에 먼저 편성되었다. B포트에서 처음으로 나온 두 유럽 국가가 남미 시드 배정국이 편성된 조에 편성된 후, 칠레와 페루가 그 다음으로 나와 조 번호순으로 편성되었다. 행사 도중 국제 축구 연맹의 행정가 제프 블라터와 헤르만 노이베르거는 조 추첨 중 고려 대상을 잊고 B포트에서 처음 나온 나라(벨기에)를 본래 계획인 3조가 아닌 1조로 편성하고, 그 다음에 나온 나라(스코틀랜드)를 3조로 집어넣었다. 둘은 이후 벨기에를 3조로, 스코틀랜드를 6조로 옮겨 편성조를 정정했다. 추첨식에 또 한차례 사고가 났는데, 국가가 적힌 공이 추첨식 도중에 깨지는 일이 발생했다.

## 선수 명단
대회 본선에 출전한 모든 선수의 명단은 1982년 FIFA 월드컵 선수 명단에 서술되어 있다.

## 일정 및 결과

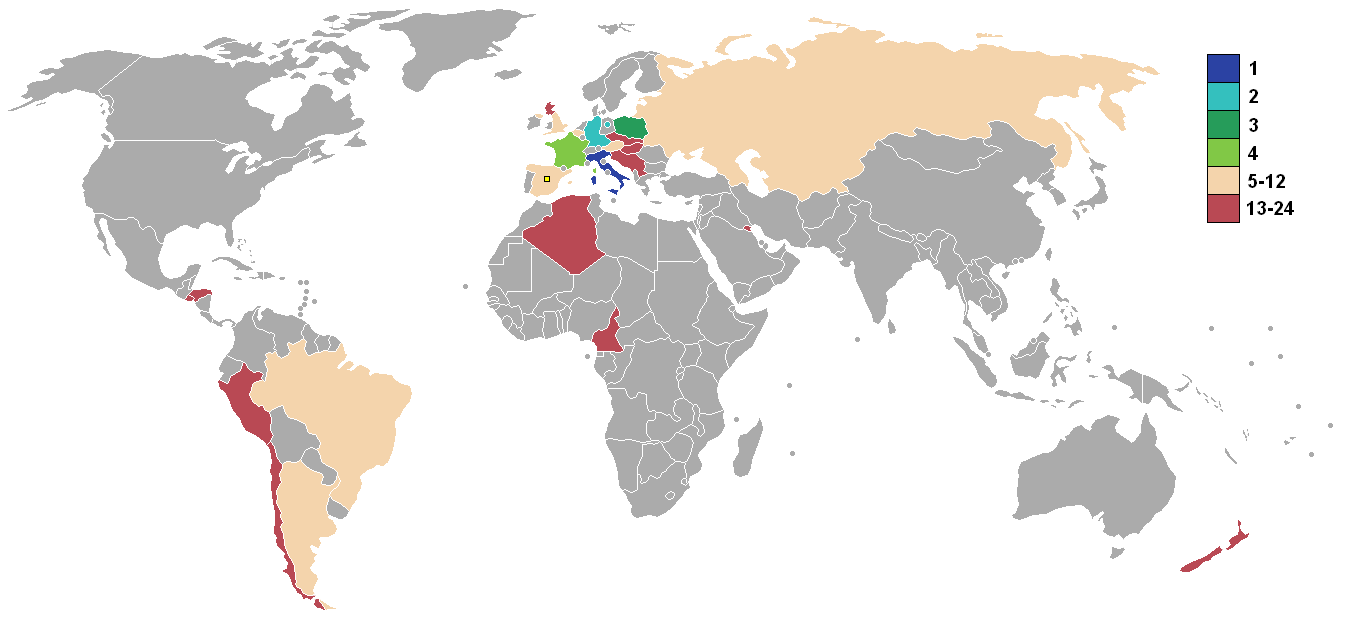
1982년 월드컵 참가국의 최종 성적
우승
준우승
3위
4위
2차 조별 리그
1차 조별 리그

하술할 모든 경기 시각은 중앙유럽 일광 절약 시간대를 기준으로 되어 있다. (UTC+2)
| 날짜            | 시간                | 장소                | 단계                | 국가1               | 결과                | 국가2               |
| --------------- | ------------------- | ------------------- | ------------------- | ------------------- | ------------------- | ------------------- |
| 일요일 6월 13일 | -                   | 바르셀로나(CN)      | 개막식              | 개막식              | 개막식              | 개막식              |
| 일요일 6월 13일 | 1차 조별 리그 1차전 |                     |                     |                     |                     |                     |
| 일요일 6월 13일 | 20:00               | 바르셀로나(CN)      | 3조                 | 아르헨티나          | 0-1                 | 벨기에              |
| 월요일 6월 14일 | 17:15               | 비고                | 1조                 | 이탈리아            | 0-0                 | 폴란드              |
| 월요일 6월 14일 | 21:00               | 세비야(SP)          | 6조                 | 브라질              | 2-1                 | 소련                |
| 화요일 6월 15일 | 17:15               | 라 코루냐           | 1조                 | 페루                | 0-0                 | 카메룬              |
| 화요일 6월 15일 | 21:00               | 엘체                | 3조                 | 헝가리              | 10-1                | 엘살바도르          |
| 화요일 6월 15일 | 21:00               | 말라가              | 6조                 | 스코틀랜드          | 5-2                 | 뉴질랜드            |
| 수요일 6월 16일 | 17:15               | 히혼                | 2조                 | 서독                | 1-2                 | 알제리              |
| 수요일 6월 16일 | 17:15               | 빌바오              | 4조                 | 잉글랜드            | 3-1                 | 프랑스              |
| 수요일 6월 16일 | 21:00               | 발렌시아            | 5조                 | 스페인              | 1-1                 | 온두라스            |
| 목요일 6월 17일 | 17:15               | 오비에도            | 2조                 | 칠레                | 0-1                 | 오스트리아          |
| 목요일 6월 17일 | 17:15               | 바야돌리드          | 4조                 | 체코슬로바키아      | 1-1                 | 쿠웨이트            |
| 목요일 6월 17일 | 21:00               | 사라고사            | 5조                 | 유고슬라비아        | 0-0                 | 북아일랜드          |
| 금요일 6월 18일 | 1차 조별 리그 2차전 | 1차 조별 리그 2차전 | 1차 조별 리그 2차전 | 1차 조별 리그 2차전 | 1차 조별 리그 2차전 | 1차 조별 리그 2차전 |
| 금요일 6월 18일 | 17:15               | 비고                | 1조                 | 이탈리아            | 1-1                 | 페루                |
| 금요일 6월 18일 | 21:00               | 알리칸테            | 3조                 | 아르헨티나          | 4-1                 | 헝가리              |
| 금요일 6월 18일 | 21:00               | 세비야(BV)          | 6조                 | 브라질              | 4-1                 | 스코틀랜드          |
| 토요일 6월 19일 | 17:15               | 라 코루냐           | 1조                 | 폴란드              | 0-0                 | 카메룬              |
| 토요일 6월 19일 | 21:00               | 엘체                | 3조                 | 벨기에              | 1-0                 | 엘살바도르          |
| 토요일 6월 19일 | 21:00               | 말라가              | 6조                 | 소련                | 3-0                 | 뉴질랜드            |
| 일요일 6월 20일 | 17:15               | 히혼                | 2조                 | 서독                | 4-1                 | 칠레                |
| 일요일 6월 20일 | 17:15               | 빌바오              | 4조                 | 잉글랜드            | 2-0                 | 체코슬로바키아      |
| 일요일 6월 20일 | 21:00               | 발렌시아            | 5조                 | 스페인              | 2-1                 | 유고슬라비아        |
| 월요일 6월 21일 | 17:15               | 오비에도            | 2조                 | 알제리              | 0-2                 | 오스트리아          |
| 월요일 6월 21일 | 17:15               | 바야돌리드          | 4조                 | 프랑스              | 4-1                 | 쿠웨이트            |
| 월요일 6월 21일 | 21:00               | 사라고사            | 5조                 | 온두라스            | 1-1                 | 북아일랜드          |
| 화요일 6월 22일 | 1차 조별 리그 3차전 | 1차 조별 리그 3차전 | 1차 조별 리그 3차전 | 1차 조별 리그 3차전 | 1차 조별 리그 3차전 | 1차 조별 리그 3차전 |
| 화요일 6월 22일 | 17:15               | 라 코루냐           | 1조                 | 폴란드              | 5-1                 | 페루                |
| 화요일 6월 22일 | 21:00               | 엘체                | 3조                 | 벨기에              | 1-1                 | 헝가리              |
| 화요일 6월 22일 | 21:00               | 말라가              | 6조                 | 소련                | 2-2                 | 스코틀랜드          |
| 수요일 6월 23일 | 17:15               | 비고                | 1조                 | 이탈리아            | 1-1                 | 카메룬              |
| 수요일 6월 23일 | 21:00               | 알리칸테            | 3조                 | 아르헨티나          | 2-0                 | 엘살바도르          |
| 수요일 6월 23일 | 21:00               | 세비야(BV)          | 6조                 | 브라질              | 4-0                 | 뉴질랜드            |
| 목요일 6월 24일 | 17:15               | 오비에도            | 2조                 | 알제리              | 3-2                 | 칠레                |
| 목요일 6월 24일 | 17:15               | 바야돌리드          | 4조                 | 프랑스              | 1-1                 | 체코슬로바키아      |
| 목요일 6월 24일 | 21:00               | 사라고사            | 5조                 | 온두라스            | 0-1                 | 유고슬라비아        |
| 금요일 6월 25일 | 17:15               | 히혼                | 2조                 | 서독                | 1-0                 | 오스트리아          |
| 금요일 6월 25일 | 17:15               | 빌바오              | 4조                 | 잉글랜드            | 1-0                 | 쿠웨이트            |
| 금요일 6월 25일 | 21:00               | 발렌시아            | 5조                 | 스페인              | 0-1                 | 북아일랜드          |
| 토요일 6월 26일 | 경기 없음           | 경기 없음           | 경기 없음           | 경기 없음           | 경기 없음           | 경기 없음           |
| 일요일 6월 27일 | 경기 없음           | 경기 없음           | 경기 없음           | 경기 없음           | 경기 없음           | 경기 없음           |
| 월요일 6월 28일 | 2차 조별 리그 1경기 | 2차 조별 리그 1경기 | 2차 조별 리그 1경기 | 2차 조별 리그 1경기 | 2차 조별 리그 1경기 | 2차 조별 리그 1경기 |
| 월요일 6월 28일 | 17:15               | 마드리드(VC)        | D조                 | 오스트리아          | 0-1                 | 프랑스              |
| 월요일 6월 28일 | 21:00               | 바르셀로나(CN)      | A조                 | 폴란드              | 3-0                 | 벨기에              |
| 화요일 6월 29일 | 17:15               | 바르셀로나(S)       | C조                 | 이탈리아            | 2-1                 | 아르헨티나          |
| 화요일 6월 29일 | 21:00               | 마드리드(SB)        | B조                 | 서독                | 0-0                 | 잉글랜드            |
| 수요일 6월 30일 | 경기 없음           | 경기 없음           | 경기 없음           | 경기 없음           | 경기 없음           | 경기 없음           |
| 목요일 7월 1일  | 2차 조별 리그 2경기 | 2차 조별 리그 2경기 | 2차 조별 리그 2경기 | 2차 조별 리그 2경기 | 2차 조별 리그 2경기 | 2차 조별 리그 2경기 |
| 목요일 7월 1일  | 17:15               | 마드리드(VC)        | D조                 | 오스트리아          | 2-2                 | 북아일랜드          |
| 목요일 7월 1일  | 21:00               | 바르셀로나(CN)      | A조                 | 벨기에              | 0-1                 | 소련                |
| 금요일 7월 2일  | 17:15               | 바르셀로나(S)       | C조                 | 아르헨티나          | 1-3                 | 브라질              |
| 금요일 7월 2일  | 21:00               | 마드리드(SB)        | B조                 | 서독                | 2-1                 | 스페인              |
| 토요일 7월 3일  | 경기 없음           | 경기 없음           | 경기 없음           | 경기 없음           | 경기 없음           | 경기 없음           |
| 일요일 7월 4일  | 2차 조별 리그 3경기 | 2차 조별 리그 3경기 | 2차 조별 리그 3경기 | 2차 조별 리그 3경기 | 2차 조별 리그 3경기 | 2차 조별 리그 3경기 |
| 일요일 7월 4일  | 17:15               | 마드리드(VC)        | D조                 | 프랑스              | 4-1                 | 북아일랜드          |
| 일요일 7월 4일  | 21:00               | 바르셀로나(CN)      | A조                 | 소련                | 0-0                 | 폴란드              |
| 월요일 7월 5일  | 17:15               | 바르셀로나(S)       | C조                 | 이탈리아            | 3-2                 | 브라질              |
| 월요일 7월 5일  | 21:00               | 마드리드(SB)        | B조                 | 스페인              | 0-0                 | 잉글랜드            |
| 화요일 7월 6일  | 경기 없음           | 경기 없음           | 경기 없음           | 경기 없음           | 경기 없음           | 경기 없음           |
| 수요일 7월 7일  | 경기 없음           | 경기 없음           | 경기 없음           | 경기 없음           | 경기 없음           | 경기 없음           |
| 목요일 7월 8일  | 결선 토너먼트       | 결선 토너먼트       | 결선 토너먼트       | 결선 토너먼트       | 결선 토너먼트       | 결선 토너먼트       |
| 목요일 7월 8일  | 17:15               | 바르셀로나(CN)      | 준결승전            | 폴란드              | 0-2                 | 이탈리아            |
| 목요일 7월 8일  | 21:00               | 세비야(SP)          | 준결승전            | 서독                | 3-3 (5-4 승)        | 프랑스              |
| 금요일 7월 9일  | 경기 없음           | 경기 없음           | 경기 없음           | 경기 없음           | 경기 없음           | 경기 없음           |
| 토요일 7월 10일 | 20:00               | 알리칸테            | 3위 결정전          | 폴란드              | 3-2                 | 프랑스              |
| 일요일 7월 11일 | -                   | 마드리드(SB)        | 폐막식              | 폐막식              | 폐막식              | 폐막식              |
| 일요일 7월 11일 | 20:00               | 마드리드(SB)        | 결승전              | 이탈리아            | 3-1                 | 서독                |

## 1차 조별 리그
각 조의 1위와 2위를 차지한 국가들이 2차 조별 리그에 진출했다.
각 조의 순위는 다음 조건에 따라 결정되었다:
1. 조별 리그 모든 경기를 통틀어 획득한 승점
2. 조별 리그 모든 경기를 통틀어 기록한 골득실차
3. 조별 리그 모든 경기를 통틀어 기록한 총 득점
4. 추첨

### 1조
| 순위 | 팀       | 경기 | 승 | 무 | 패 | 득 | 실 | 차 | 승점 | 통과               |
| ---- | -------- | ---- | -- | -- | -- | -- | -- | -- | ---- | ------------------ |
| 1    | 폴란드   | 3    | 1  | 2  | 0  | 5  | 1  | +4 | 4    | 2차 조별 리그 진출 |
| 2    | 이탈리아 | 3    | 0  | 3  | 0  | 2  | 2  | 0  | 3    | 2차 조별 리그 진출 |
| 3    | 카메룬   | 3    | 0  | 3  | 0  | 1  | 1  | 0  | 3    |                    |
| 4    | 페루     | 3    | 0  | 2  | 1  | 2  | 6  | −4 | 2    |                    |

| 1982년 6월 14일 |     |        |                     |
| 이탈리아        | 0-0 | 폴란드 | 비고, 발라이도스    |
| 1982년 6월 15일 |     |        |                     |
| 페루            | 0-0 | 카메룬 | 라 코루냐, 리아소르 |
| 1982년 6월 18일 |     |        |                     |
| 이탈리아        | 1-1 | 페루   | 비고, 발라이도스    |
| 1982년 6월 19일 |     |        |                     |
| 폴란드          | 0-0 | 카메룬 | 라 코루냐, 리아소르 |
| 1982년 6월 22일 |     |        |                     |
| 폴란드          | 5-1 | 페루   | 라 코루냐, 리아소르 |
| 1982년 6월 23일 |     |        |                     |
| 이탈리아        | 1-1 | 카메룬 | 비고, 발라이도스    |

### 2조
| 순위 | 팀         | 경기 | 승 | 무 | 패 | 득 | 실 | 차 | 승점 | 통과               |
| ---- | ---------- | ---- | -- | -- | -- | -- | -- | -- | ---- | ------------------ |
| 1    | 서독       | 3    | 2  | 0  | 1  | 6  | 3  | +3 | 4    | 2차 조별 리그 진출 |
| 2    | 오스트리아 | 3    | 2  | 0  | 1  | 3  | 1  | +2 | 4    | 2차 조별 리그 진출 |
| 3    | 알제리     | 3    | 2  | 0  | 1  | 5  | 5  | 0  | 4    |                    |
| 4    | 칠레       | 3    | 0  | 0  | 3  | 3  | 8  | −5 | 0    |                    |

| 1982년 6월 16일 |     |            |                               |
| 서독            | 1-2 | 알제리     | 히혼, 엘 몰리논               |
| 1982년 6월 17일 |     |            |                               |
| 칠레            | 0-1 | 오스트리아 | 오비에도, 카를로스 타르티에레 |
| 1982년 6월 20일 |     |            |                               |
| 서독            | 4-1 | 칠레       | 히혼, 엘 몰리논               |
| 1982년 6월 21일 |     |            |                               |
| 알제리          | 0-2 | 오스트리아 | 오비에도, 카를로스 타르티에레 |
| 1982년 6월 24일 |     |            |                               |
| 알제리          | 3-2 | 칠레       | 오비에도, 카를로스 타르티에레 |
| 1982년 6월 25일 |     |            |                               |
| 서독            | 1-0 | 오스트리아 | 비고, 발라이도스              |

### 3조
| 순위 | 팀         | 경기 | 승 | 무 | 패 | 득 | 실 | 차  | 승점 | 통과               |
| ---- | ---------- | ---- | -- | -- | -- | -- | -- | --- | ---- | ------------------ |
| 1    | 벨기에     | 3    | 2  | 1  | 0  | 3  | 1  | +2  | 5    | 2차 조별 리그 진출 |
| 2    | 아르헨티나 | 3    | 2  | 0  | 1  | 6  | 2  | +4  | 4    | 2차 조별 리그 진출 |
| 3    | 헝가리     | 3    | 1  | 1  | 1  | 12 | 6  | +6  | 3    |                    |
| 4    | 엘살바도르 | 3    | 0  | 0  | 3  | 1  | 13 | −12 | 0    |                    |

| 1982년 6월 13일 |      |            |                            |
| 아르헨티나      | 0-1  | 벨기에     | 바르셀로나, 캄 노우        |
| 1982년 6월 15일 |      |            |                            |
| 헝가리          | 10-1 | 엘살바도르 | 엘체, 신구장               |
| 1982년 6월 18일 |      |            |                            |
| 아르헨티나      | 4-1  | 헝가리     | 알리칸테, 호세 리코 페레스 |
| 1982년 6월 19일 |      |            |                            |
| 벨기에          | 1-0  | 엘살바도르 | 엘체, 신구장               |
| 1982년 6월 22일 |      |            |                            |
| 벨기에          | 1-1  | 헝가리     | 엘체, 신구장               |
| 1982년 6월 23일 |      |            |                            |
| 아르헨티나      | 2-0  | 엘살바도르 | 알리칸테, 호세 리코 페레스 |

### 4조
| 순위 | 팀             | 경기 | 승 | 무 | 패 | 득 | 실 | 차 | 승점 | 통과               |
| ---- | -------------- | ---- | -- | -- | -- | -- | -- | -- | ---- | ------------------ |
| 1    | 잉글랜드       | 3    | 3  | 0  | 0  | 6  | 1  | +5 | 6    | 2차 조별 리그 진출 |
| 2    | 프랑스         | 3    | 1  | 1  | 1  | 6  | 5  | +1 | 3    | 2차 조별 리그 진출 |
| 3    | 체코슬로바키아 | 3    | 0  | 2  | 1  | 2  | 4  | −2 | 2    |                    |
| 4    | 쿠웨이트       | 3    | 0  | 1  | 2  | 2  | 6  | −4 | 1    |                    |

| 1982년 6월 16일 |     |                |                         |
| 잉글랜드        | 3-1 | 프랑스         | 빌바오, 산 마메스       |
| 1982년 6월 17일 |     |                |                         |
| 체코슬로바키아  | 1-1 | 쿠웨이트       | 바야돌리드, 호세 소리야 |
| 1982년 6월 20일 |     |                |                         |
| 잉글랜드        | 2-0 | 체코슬로바키아 | 빌바오, 산 마메스       |
| 1982년 6월 21일 |     |                |                         |
| 프랑스          | 4-1 | 쿠웨이트       | 바야돌리드, 호세 소리야 |
| 1982년 6월 24일 |     |                |                         |
| 프랑스          | 1-1 | 체코슬로바키아 | 바야돌리드, 호세 소리야 |
| 1982년 6월 25일 |     |                |                         |
| 잉글랜드        | 1-0 | 쿠웨이트       | 빌바오, 산 마메스       |

### 5조
| 순위 | 팀           | 경기 | 승 | 무 | 패 | 득 | 실 | 차 | 승점 | 통과               |
| ---- | ------------ | ---- | -- | -- | -- | -- | -- | -- | ---- | ------------------ |
| 1    | 북아일랜드   | 3    | 1  | 2  | 0  | 2  | 1  | +1 | 4    | 2차 조별 리그 진출 |
| 2    | 스페인 (H)   | 3    | 1  | 1  | 1  | 3  | 3  | 0  | 3    | 2차 조별 리그 진출 |
| 3    | 유고슬라비아 | 3    | 1  | 1  | 1  | 2  | 2  | 0  | 3    |                    |
| 4    | 온두라스     | 3    | 0  | 2  | 1  | 2  | 3  | −1 | 2    |                    |

| 1982년 6월 16일 |     |              |                           |
| 스페인          | 1-1 | 온두라스     | 발렌시아, 루이스 카사노바 |
| 1982년 6월 17일 |     |              |                           |
| 유고슬라비아    | 0-0 | 북아일랜드   | 사라고사, 라 로마레다     |
| 1982년 6월 20일 |     |              |                           |
| 스페인          | 2-1 | 유고슬라비아 | 발렌시아, 루이스 카사노바 |
| 1982년 6월 21일 |     |              |                           |
| 온두라스        | 1-1 | 북아일랜드   | 사라고사, 라 로마레다     |
| 1982년 6월 24일 |     |              |                           |
| 온두라스        | 0-1 | 유고슬라비아 | 사라고사, 라 로마레다     |
| 1982년 6월 25일 |     |              |                           |
| 스페인          | 0-1 | 북아일랜드   | 발렌시아, 루이스 카사노바 |

### 6조
| 순위 | 팀         | 경기 | 승 | 무 | 패 | 득 | 실 | 차  | 승점 | 통과               |
| ---- | ---------- | ---- | -- | -- | -- | -- | -- | --- | ---- | ------------------ |
| 1    | 브라질     | 3    | 3  | 0  | 0  | 10 | 2  | +8  | 6    | 2차 조별 리그 진출 |
| 2    | 소련       | 3    | 1  | 1  | 1  | 6  | 4  | +2  | 3    | 2차 조별 리그 진출 |
| 3    | 스코틀랜드 | 3    | 1  | 1  | 1  | 8  | 8  | 0   | 3    |                    |
| 4    | 뉴질랜드   | 3    | 0  | 0  | 3  | 2  | 12 | −10 | 0    |                    |

| 1982년 6월 14일 |     |            |                         |
| 브라질          | 2-1 | 소련       | 세비야, 산체스 피스후안 |
| 1982년 6월 15일 |     |            |                         |
| 스코틀랜드      | 5-2 | 뉴질랜드   | 말라가, 라 로살레다     |
| 1982년 6월 18일 |     |            |                         |
| 브라질          | 4-1 | 스코틀랜드 | 세비야, 베니토 비야마린 |
| 1982년 6월 19일 |     |            |                         |
| 소련            | 3-0 | 뉴질랜드   | 말라가, 라 로살레다     |
| 1982년 6월 22일 |     |            |                         |
| 소련            | 2-2 | 스코틀랜드 | 말라가, 라 로살레다     |
| 1982년 6월 23일 |     |            |                         |
| 브라질          | 4-0 | 뉴질랜드   | 세비야, 베니토 비야마린 |

## 2차 조별 리그
2차 조별 리그는 3개국씩 4개 조로 나뉘어 진행했고, 각 조는 스페인의 두 최대도시에서 한 경기장씩 사용했다: 마드리드와 바르셀로나에서 두 경기장씩 진행했다. 각 조의 1위는 준결승전에 진출했다.
각 조의 순위는 다음 조건에 따라 결정되었다:
1. 조별 리그 모든 경기를 통틀어 획득한 승점
2. 조별 리그 모든 경기를 통틀어 기록한 골득실차
3. 조별 리그 모든 경기를 통틀어 기록한 총 득점
4. 1차 조별 리그에서 기록한 순위와 성적
5. 추첨

비록 일정은 사전에 결정되었지만, 각 조의 국가들은 앞번호 조를 통과한 두 국가들 간 1번째 경기 결과에 따라 다음 경기가 결정되었다: 1번째 경기를 패할 경우, 2번째 경기에서 1번째 경기 당시 쉰 상대를 맞대결해야 했고, 승리하면 2번째 경기를 쉴 수 있었고, 최종전에 출전할 수 있기에 그동안 추가 휴식 시간을 보장받을 수 있었다. 만약 첫 경기가 무승부로 끝날 경우, 위의 규정에 따라 경기를 진행했다. 이 규정을 통해 각 조의 최종전까지 2경기만에 준결승전 진출을 확정지어 긴장의 끈을 놓는 일을 방지할 수 있었다.
이탈리아, 아르헨티나, 그리고 브라질이 들어간 C조의 경기는 바르셀로나에 있던 43,000석의 사리아 경기장에서 진행되었는데, 1조를 비롯한 다른 조들과 함께 3경기 모두 경기장에 과밀집했다. 이 경기장은 규모가 작아 격렬한 관중을 제제하기 어렵다는 비판이 제기되었고, 또한 조직위원회는 이러한 관중 사태의 발생을 사전에 예견하지 못했다. 이와 대조되게 인근의 121,401석 규모의 캄 노우에서 진행된 A조는 유럽 국가들끼리의 3차례 맞대결에 경기당 최대 65,000명의 관중만이 모였다. 벨기에, 소련, 그리고 폴란드가 들어간 이 조에는 예정대로 캄 노우에서 진행되었다.

### A조
| 순위 | 팀     | 경기 | 승 | 무 | 패 | 득 | 실 | 차 | 승점 | 통과          |
| ---- | ------ | ---- | -- | -- | -- | -- | -- | -- | ---- | ------------- |
| 1    | 폴란드 | 2    | 1  | 1  | 0  | 3  | 0  | +3 | 3    | 준결승전 진출 |
| 2    | 소련   | 2    | 1  | 1  | 0  | 1  | 0  | +1 | 3    |               |
| 3    | 벨기에 | 2    | 0  | 0  | 2  | 0  | 4  | −4 | 0    |               |

| 1982년 6월 28일 |     |        |                     |
| 폴란드          | 3-0 | 벨기에 | 바르셀로나, 캄 노우 |
| 1982년 7월 1일  |     |        |                     |
| 벨기에          | 0-1 | 소련   | 바르셀로나, 캄 노우 |
| 1982년 7월 4일  |     |        |                     |
| 소련            | 0-0 | 폴란드 | 바르셀로나, 캄 노우 |

### B조
| 순위 | 팀         | 경기 | 승 | 무 | 패 | 득 | 실 | 차 | 승점 | 통과          |
| ---- | ---------- | ---- | -- | -- | -- | -- | -- | -- | ---- | ------------- |
| 1    | 서독       | 2    | 1  | 1  | 0  | 2  | 1  | +1 | 3    | 준결승전 진출 |
| 2    | 잉글랜드   | 2    | 0  | 2  | 0  | 0  | 0  | 0  | 2    |               |
| 3    | 스페인 (H) | 2    | 0  | 1  | 1  | 1  | 2  | −1 | 1    |               |

| 1982년 6월 29일 |     |          |                               |
| 서독            | 0-0 | 잉글랜드 | 마드리드, 산티아고 베르나베우 |
| 1982년 7월 2일  |     |          |                               |
| 서독            | 2-1 | 스페인   | 마드리드, 산티아고 베르나베우 |
| 1982년 7월 5일  |     |          |                               |
| 스페인          | 0-0 | 잉글랜드 | 마드리드, 산티아고 베르나베우 |

### C조
| 순위 | 팀         | 경기 | 승 | 무 | 패 | 득 | 실 | 차 | 승점 | 통과          |
| ---- | ---------- | ---- | -- | -- | -- | -- | -- | -- | ---- | ------------- |
| 1    | 이탈리아   | 2    | 2  | 0  | 0  | 5  | 3  | +2 | 4    | 준결승전 진출 |
| 2    | 브라질     | 2    | 1  | 0  | 1  | 5  | 4  | +1 | 2    |               |
| 3    | 아르헨티나 | 2    | 0  | 0  | 2  | 2  | 5  | −3 | 0    |               |

| 1982년 6월 29일 |     |            |                    |
| 이탈리아        | 2-1 | 아르헨티나 | 바르셀로나, 사리아 |
| 1982년 7월 2일  |     |            |                    |
| 아르헨티나      | 1-3 | 브라질     | 바르셀로나, 사리아 |
| 1982년 7월 5일  |     |            |                    |
| 이탈리아        | 3-2 | 브라질     | 바르셀로나, 사리아 |

### D조
| 순위 | 팀         | 경기 | 승 | 무 | 패 | 득 | 실 | 차 | 승점 | 통과          |
| ---- | ---------- | ---- | -- | -- | -- | -- | -- | -- | ---- | ------------- |
| 1    | 프랑스     | 2    | 2  | 0  | 0  | 5  | 1  | +4 | 4    | 준결승전 진출 |
| 2    | 오스트리아 | 2    | 0  | 1  | 1  | 2  | 3  | −1 | 1    |               |
| 3    | 북아일랜드 | 2    | 0  | 1  | 1  | 3  | 6  | −3 | 1    |               |

| 1982년 6월 28일 |     |            |                         |
| 오스트리아      | 0-1 | 프랑스     | 마드리드, 비센테 칼데론 |
| 1982년 7월 1일  |     |            |                         |
| 오스트리아      | 2-2 | 북아일랜드 | 마드리드, 비센테 칼데론 |
| 1982년 7월 4일  |     |            |                         |
| 프랑스          | 4-1 | 북아일랜드 | 마드리드, 비센테 칼데론 |

## 결선 토너먼트
|  | 준결승전                       | 준결승전 |                                  |       | 결승전 | 결승전 |
|  |                                |          |                                  |       |        |        |
|  | 7월 8일 - 바르셀로나 (캄 노우) |          |                                  |       |        |        |
|  |                                |          |                                  |       |        |        |
|  | 폴란드                         | 0        |                                  |       |        |        |
|  | 폴란드                         | 0        | 7월 11일 - 마드리드 (베르나베우) |       |        |        |
|  | 이탈리아                       | 2        |                                  |       |        |        |
|  | 이탈리아                       | 2        | 이탈리아                         | 3     |        |        |
|  | 7월 8일 - 세비야 (피스후안)    |          | 이탈리아                         | 3     |        |        |
|  |                                | 서독     | 1                                |       |        |        |
|  | 서독 (연)                      | 서독     | 1                                | 3 (5) |        |        |
|  | 서독 (연)                      |          |                                  | 3 (5) |        |        |
|  | 프랑스                         | 3 (4)    |                                  |       |        |        |
|  | 프랑스                         | 3 (4)    | 3위 결정전                       |       |        |        |
|  |                                |          |                                  |       |        |        |
|  | 7월 10일 - 알리칸테            |          |                                  |       |        |        |
|  |                                |          |                                  |       |        |        |
|  | 폴란드                         | 3        |                                  |       |        |        |
|  | 폴란드                         | 3        |                                  |       |        |        |
|  | 프랑스                         | 2        |                                  |       |        |        |

### 준결승전
| 폴란드 | 0 – 2  | 이탈리아      |
| ------ | ------ | ------------- |
|        | 리포트 | 22′, 73′ 로시 |

| 서독                                                            | 3 – 3 (연장전) | 프랑스                                              |
| --------------------------------------------------------------- | -------------- | --------------------------------------------------- |
| 리트바스키 17′ · 루메니게 102′ · 피셔 108′                      | 리포트         | 26′ (페널티) 플라티니 · 92′ 트레소르 · 98′ 지레스   |
| 승부차기                                                        |                |                                                     |
| 칼츠 · 브라이트너 · 슈틸리케 · 리트바스키 · 루메니게 · 흐루베슈 | 5 – 4          | 지레스 · 아모로스 · 로슈토 · 시스 · 플라티니 · 보시 |

### 3위 결정전
| 폴란드                                         | 3 – 2  | 프랑스                  |
| ---------------------------------------------- | ------ | ----------------------- |
| 샤르마흐 40′ · 마예프스키 44′ · 쿠프체비치 46′ | 리포트 | 13′ 지라르 · 72′ 쿠리올 |

### 결승전
| 이탈리아                               | 3 – 1  | 서독           |
| -------------------------------------- | ------ | -------------- |
| 로시 57′ · 타르델리 69′ · 알토벨리 81′ | 리포트 | 83′ 브라이트너 |

## 우승국
| 1982년 FIFA 월드컵  |
| ------------------- |
| 이탈리아 3번째 우승 |

## 통계

### 득점
파올로 로시가 6골을 기록하며 대회 최다골을 득점하여 초대 골든 부트의 수상자가 되었다. 52번의 경기에서 100명의 선수들이 146골을 기록했는데, 이 중 자책골은 1골이었다.
| 6골 - 파올로 로시 5골 - 카를-하인츠 루메니게 4골 - 지쿠 - 즈비그니에프 보니에크 3골 - 제리 암스트롱 - 파우캉 - 알랭 지레스 - 키시 라슬로 2골 - 빌리 해밀턴 - 세르지뉴 - 소크라치스 - 에데르 - 피에르 리트바스키 - 클라우스 피셔 - 존 워크 - 디에고 마라도나 - 다니엘 베르토니 - 다니엘 파사레야 - 살라 아사드 - 발터 샤흐너 - 마르코 타르델리 - 브라이언 롭슨 - 트레버 프랜시스 - 안토닌 파넨카 - 도미니크 로슈토 - 디디에 시스 - 베르나르 장기니 - 미셸 플라티니 - 닐러시 티보르 - 퍼제커시 라슬로 - 푈뢰슈케이 가보르 | 1골 - 스티브 섬너 - 스티브 우딘 - 알렉상드르 체르니아틴스키 - 뤼도 쿠크 - 에르빈 판던베르흐 - 오스카르 - 주니오르 - 우베 라인더스 - 파울 브라이트너 - 호르스트 흐루베슈 - 유리 가브릴로프 - 안드리 발 - 세르히 발타차 - 올레흐 블로힌 - 라마즈 셴겔리아 - 호렌 오가네샨 - 알렉산드르 치바제 - 데이비드 너레이 - 케니 댈글리시 - 존 로버트슨 - 그레임 수네스 - 스티브 아치볼드 - 조 조던 - 헤수스 마리아 사모라 - 엔리케 사우라 - 로베르토 로페스 우파르테 - 후아니토 - 라몬 디아스 - 오스발도 아르딜레스 - 라바 마제르 - 테즈 벤사울라 - 라흐다르 벨루미 - 루이스 라미레스 - 한스 크랑클 - 브루노 페체이 - 라인홀트 힌터마이어 | 1골(계속) - 안토니오 라잉 - 엑토르 셀라야 - 이반 구델 - 블라디미르 페트로비치 - 프란체스코 그라치아니 - 알레산드로 알토벨리 - 안토니오 카브리니 - 브루노 콘티 - 폴 매리너 - 미겔 앙헬 네이라 - 후안 카를로스 레텔리에르 - 구스타보 모스코소 - 그레구아르 음비다 - 파이살 알-다킬 - 압둘라 알-불루시 - 루벤 토리비오 디아스 - 기예르모 라 로사 - 그제고시 라토 - 스테판 마예프스키 - 안제이 분촐 - 안제이 샤르마흐 - 브워지미에시 스몰라레크 - 브워지미에시 치오웨크 - 야누시 쿠프체비치 - 막심 보시 - 제라르 솔레르 - 르네 지라르 - 알랭 쿠리올 - 마리위스 트레소르 - 버르거 요제프 - 센테시 라자르 - 토트 요제프 자책골 - 요제프 바르모시 (잉글랜드) |

### 징계
퇴장
- 맬 도너기
- 아메리코 가예고
- 디에고 마라도나
- 힐베르토 예아르오드
- 라디슬라프 비제크

## 수상
출처:
| 골든 부트   | 최우수 신인 선수 | 페어플레이상 |
| ----------- | ---------------- | ------------ |
| 파올로 로시 | 마뉘엘 아모로스  | 브라질       |

| 골든 볼 | 골든 볼               |
| 순위    | 선수                  |
| ------- | --------------------- |
| 1위     | 파올로 로시           |
| 2위     | 파우캉                |
| 3위     | 카를-하인츠 루메니게  |
| 4위     | 즈비그니에프 보니에크 |
| 5위     | 지쿠                  |
| 6위     | 소크라치스            |
| 7위     | 알랭 지레스           |
| 8위     | 리나트 다사예프       |
| 9위     | 디에고 마라도나       |
| 10위    | 미셸 플라티니         |

## 최종 순위
1986년, 국제 축구 연맹은 1986년까지의 역대 월드컵 대회의 국가별 최종 순위를 포함한 보고서를 발표했는데, 최종 순위는 대회에서 기록한 결과와 상대 전적에 따라 순위가 책정되었다. 다음은 1982년 대회에 참가한 국가들의 최종 순위이다:
| 순                 | 국가           | 조  | 전 | 승 | 무 | 패 | 득 | 실 | 차  | 점 |
| ------------------ | -------------- | --- | -- | -- | -- | -- | -- | -- | --- | -- |
| 1                  | 이탈리아       | 1/C | 7  | 4  | 3  | 0  | 12 | 6  | +6  | 11 |
| 2                  | 서독           | 2/B | 7  | 3  | 2  | 2  | 12 | 10 | +2  | 8  |
| 3                  | 폴란드         | 1/A | 7  | 3  | 3  | 1  | 11 | 5  | +6  | 9  |
| 4                  | 프랑스         | 4/D | 7  | 3  | 2  | 2  | 16 | 12 | +4  | 8  |
| 2차 조별 리그 진출 |                |     |    |    |    |    |    |    |     |    |
| 5                  | 브라질         | 6/C | 5  | 4  | 0  | 1  | 15 | 6  | +9  | 8  |
| 6                  | 잉글랜드       | 4/B | 5  | 3  | 2  | 0  | 6  | 1  | +5  | 8  |
| 7                  | 소련           | 6/A | 5  | 2  | 2  | 1  | 7  | 4  | +3  | 6  |
| 8                  | 오스트리아     | 2/D | 5  | 2  | 1  | 2  | 5  | 4  | +1  | 5  |
| 9                  | 북아일랜드     | 5/D | 5  | 1  | 3  | 1  | 5  | 7  | −2  | 5  |
| 10                 | 벨기에         | 3/A | 5  | 2  | 1  | 2  | 3  | 5  | −2  | 5  |
| 11                 | 아르헨티나     | 3/C | 5  | 2  | 0  | 3  | 8  | 7  | +1  | 4  |
| 12                 | 스페인         | 5/B | 5  | 1  | 2  | 2  | 4  | 5  | −1  | 4  |
| 1차 조별 리그 탈락 |                |     |    |    |    |    |    |    |     |    |
| 13                 | 알제리         | 2   | 3  | 2  | 0  | 1  | 5  | 5  | 0   | 4  |
| 14                 | 헝가리         | 3   | 3  | 1  | 1  | 1  | 12 | 6  | +6  | 3  |
| 15                 | 스코틀랜드     | 6   | 3  | 1  | 1  | 1  | 8  | 8  | 0   | 3  |
| 16                 | 유고슬라비아   | 5   | 3  | 1  | 1  | 1  | 2  | 2  | 0   | 3  |
| 17                 | 카메룬         | 1   | 3  | 0  | 3  | 0  | 1  | 1  | 0   | 3  |
| 18                 | 온두라스       | 5   | 3  | 0  | 2  | 1  | 2  | 3  | −1  | 2  |
| 19                 | 체코슬로바키아 | 4   | 3  | 0  | 2  | 1  | 2  | 4  | −2  | 2  |
| 20                 | 페루           | 1   | 3  | 0  | 2  | 1  | 2  | 6  | −4  | 2  |
| 21                 | 쿠웨이트       | 4   | 3  | 0  | 1  | 2  | 2  | 6  | −4  | 1  |
| 22                 | 칠레           | 2   | 3  | 0  | 0  | 3  | 3  | 8  | −5  | 0  |
| 23                 | 뉴질랜드       | 6   | 3  | 0  | 0  | 3  | 2  | 12 | −10 | 0  |
| 24                 | 엘살바도르     | 3   | 3  | 0  | 0  | 3  | 1  | 13 | −12 | 0  |

## 홍보

### 마스코트

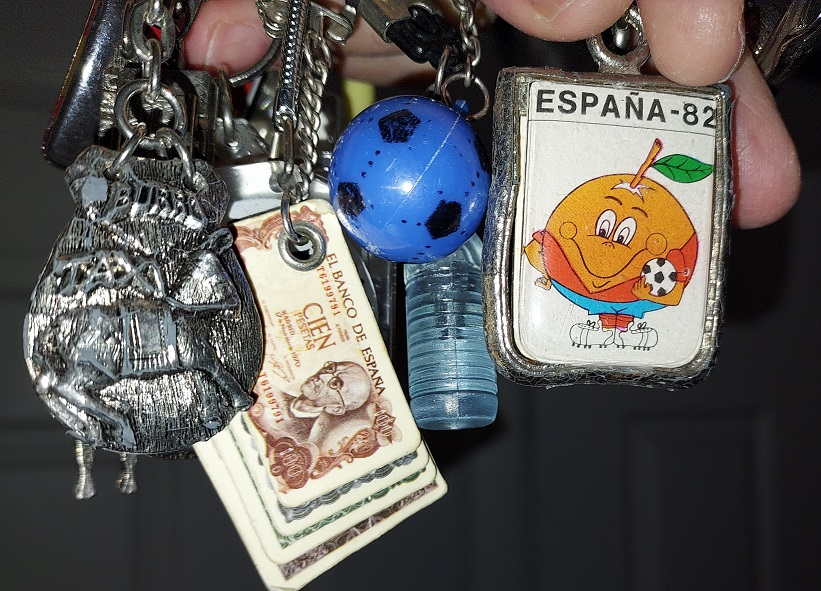
1982년 대회의 공식 마스코트인 나랑히토의 열쇠고리 (맨 오른쪽).

이 월드컵의 공식 마스코트는 스페인에서 흔한 과일인 오렌지를 의인화된 "나랑히토"로, 개최국 스페인 국가대표팀 유니폼을 착용했다. 마스코트의 이름은 스페인어로 오렌지를 뜻하는 "나랑하"(naranja)와 지소사 "-이토"(-ito)를 붙인 파생어다.
대회 공식 포스터는 주안 미로가 제작했다.
1982년 스페인 공영방송 RTVE에서 교육 만화 프로그램인 "현장의 축구"(Football in Action) 프로그램을 방영했다. 각 화는 20분 분량이었고, "나랑히토"가 주인공이었다. 이 프로그램은 26화로 구성되었고, 축구, 모험, 그리고 1982년 월드컵을 주제로 했는데, 동료로 그의 이성친구인 "클레멘티나"(Clementina), 또다른 친구 "시트로니오"(Citronio), 그리고 로봇 "이마르치"(Imarchi)가 있었다.

### 공인구
1982년 월드컵 공인구는 아디다스가 제작한 탕고 에스파냐였다.